# クルト・タンツァー
クルト・タンツァー(ドイツ語: Kurt Tanzer、1920年11月1日 - 1960年6月25日)は、ドイツの軍人。最終階級はドイツ国防軍空軍で飛行兵曹長、ドイツ連邦軍空軍で少佐。第二次世界大戦では総撃墜数128機～143機を記録したエース・パイロットであり、その戦功から騎士鉄十字章を受章した。

## 経歴
1942年3月18日、第51戦闘航空団(JG51)補充飛行隊に所属していたタンツァーは、正式にJG51第12中隊へ配属された。1943年5月5日に35機撃墜を記録。翌5月6日、彼が駐留していた飛行場にソヴィエトの攻撃機Il-2が飛来したため、彼はフォッケウルフ Fw190でスクランブルをかけ2機を撃墜した。被弾により負傷したにもかかわらず、飛来してくるIl-2に攻撃をし続けさらに2機を撃墜した。激闘の末に激しく損傷したFw190を着陸させたとき、彼は右手に重傷を負っており、それに伴う多量の出血もあった。
しばらく治療に当たっていたが、1943年11月4日に前線復帰した。12月5日、35機撃墜を称えて騎士鉄十字章が贈られた。1944年6月、タンツァーはカール＝ゴットフリート・ノルトマンに同行する形で第6戦闘航空兵指導官の参謀に就いた。同じ月、彼の撃墜数は100機に到達したが、これはドイツ空軍の中で81番目の事である。9月1日には東プロイセン戦闘航空兵指導官の参謀に転属している。1945年2月10日にJG51第13中隊へ移り、3月12日に中隊長へ就任した。大戦を通じて128機～143機の撃墜を記録した。
戦後、化学工場でのボランティア活動を経て、ドイツ連邦軍空軍へ入隊した。1960年6月25日、バレアレス諸島付近をT-33で飛行中、悪天候により墜落し死亡した。

## 叙勲
- 鉄十字章
  - 二級鉄十字勲章1939年章
  - 一級鉄十字勲章1939年章
- 空軍名誉杯 (1943年2月15日)[6]
- ドイツ十字章
  - ドイツ十字章金章 (1943年6月24日)[7]
- 騎士鉄十字章
  - 騎士鉄十字章 (1943年12月5日)[8][9]